# Ulf Kjell Gür
Ulf Kjell Gür, född Kjell, ursprungligen Hultquist, född 3 december 1951 i Engelbrekts församling i Stockholm, är en svensk teaterchef, teaterproducent och musiker.
Gür var chef och VD för Göteborgs stadsteater 1992–1995, för Sandrews Teater AB 1996–1997 och därefter verksam på Dramaten 1997–2002. Han har även arbetat som producent vid Teater Aurora, Pistolteatern och Boulevardteatern samt varit marknadschef på Uppsala stadsteater och Göteborgs stadsteater. Under 70- och 80-talet var han verksam som musiker, textförfattare och kompositör, bland annat i rockgruppen Tom Trick och musikkollektivet NOWlab.
Ulf Kjell Gür är gift med regissören Dilek Gür.

## Scenproduktion (i urval)
- Spindelkvinnans kyss (pjäs) (Manuel Puig, 1988 Pistolteatern, regi: Christian Tomner)
- Fröken Julie (August Strindberg, 1989 Pistolteatern, regi: Christian Tomner)
- Kanin, kanin (Coline Serreau, 1993 Göteborgs stadsteater,  regi: Gunilla Berg)
- Greven av Monte Christo (Per Lysander efter Alexandre Dumas den äldre, 1994 Göteborgs stadsteater, regi: Ronny Danielsson)
- Stjärnan i det blå (Jim Cartwright, 1994 Göteborgs stadsteater, regi: Joachim Siegård)
- Blå ängeln (pjäs) (Heinrich Mann, 1996 Intiman, regi: Dilek Gür och Ulf Kjell Gür)
- Don Juan (Molière, 1999 Dramaten, regi och koreografi: Mats Ek)
- Påklädaren (Ronald Harwood, 2001 Dramaten, regi: Thorsten Flinck)
- Söderkåkar (Gideon Wahlberg, 2005 Boulevardteatern, regi: Anders Wällhed)

## Musikproduktion (i urval)
- Nya äventyr i tid å rum Tom Trick (text och musik: Ulf Kjell Gür, 1980 CBS, producent: Steve Martin)
- Rosita faller Tom Trick (text och musik: Ulf Kjell Gür, 1981 CBS, producent: Mikael Rickfors )
- Tom Trick Tom Trick (text och musik: Ulf Kjell Gür, 1982 WEA Metronome, producent: John Holm)
- The rest is future NOWlab (text: Ulf Kjell Gür, 2010, producent: Forsmark/Danielsson/Gür)